# 磯長谷古墳群
磯長谷古墳群（しながだにこふんぐん）は大阪府南河内郡太子町にある、天皇陵を中心とした古墳群である。

## 概要
磯長谷古墳群は宮内庁から治定されている天皇陵4基（敏達天皇陵・用明天皇陵・推古天皇陵・孝徳天皇陵）と、聖徳太子墓など約30基からなる古墳群である。これらは、前方後円墳の造営が終了した後の6世紀中ごろから7世紀前半にかけての古墳時代末期から飛鳥時代初期のものと見られる。（ただし、敏達天皇陵は磯長谷では唯一の前方後円墳である。）
天皇陵4基と聖徳太子廟の5つの古墳は、梅の花びらになぞらえて「梅鉢御陵」（うめばちごりょう）と総称される。なお、この地一帯は二上山山麓の斜面が幅広い谷地形を作っており、磯長谷と呼ばれている。さらに皇族の陵墓が集中していることから、「王陵の谷」とも呼ばれる。

### 主な古墳
下記の5つの古墳が宮内庁から陵墓に指定されている。
| 名 称          | 埋葬者   | 墳形       | 墳丘長  | 備考         |
| -------------- | -------- | ---------- | ------- | ------------ |
| 太子西山古墳   | 敏達天皇 | 前方後円墳 | 93m     | 天皇陵       |
| 春日向山古墳   | 用明天皇 | 方墳       | 63m×60m | 天皇陵       |
| 山田高塚古墳   | 推古天皇 | 方墳       | 63m×56m | 天皇陵       |
| 山田上ノ山古墳 | 孝徳天皇 | 円墳       | 30m     | 天皇陵       |
| 叡福寺北古墳   | 聖徳太子 | 円墳       | 55m     | 天皇陵クラス |

### その他の古墳
おもな古墳
二子塚古墳
推古天皇陵（春日向山古墳）の南東約200mに位置する双方墳（長方墳とも言われる）。長辺約60m、短辺約25m。墳丘高さ約6〜4.8mの墳丘それぞれにほぼ同形同規模の横穴式石室があるとみられる。推古天皇と竹田皇子の合葬陵との伝承がある。
越前塚古墳
東西約75m、南北約55m、墳丘高さ約8mの長方墳。西側は墳丘が大きく破壊されている。越前塚に寄り添うように、
- モンド神塚古墳（円墳）
- かまど塚古墳（円墳）
- 石塚古墳（不明）
- 陪塚（大古墳に附属する小墳丘）

の小古墳がある。

## 備考
磯長谷には「奥城古墳」とよばれる名称の古墳があるが、太子西山古墳（敏達天皇陵）の別名（参考：太子町ウェブサイト）とも聖徳太子廟の名称としている文献もある。